# Kurt Jarasinski
Kurt Jarasinski (Elpersbüttel, 6 de noviembre de 1938-Langerwehe, 27 de octubre de 2005) fue un jinete alemán que compitió para la RFA en la modalidad de salto ecuestre. Participó en los Juegos Olímpicos de Tokio 1964, obteniendo una medalla de oro en la prueba por equipos.

## Palmarés internacional
| Representando al Equipo Alemán Unificado |               |                |             |
| Juegos Olímpicos                         |               |                |             |
| Año                                      | Lugar         | Medalla        | Categoría   |
| 1964                                     | Tokio (Japón) | Medalla de oro | Por equipos |